# Andreas Granqvist
Andreas Granqvist (Helsingborg, el 16 d'abril de 1985) és un exfutbolista professional suec que jugava com a defensa. Actualment és director d'esports del Helsingborgs IF.